# Rhagastis velata
Rhagastis velata is een vlinder uit de familie van de pijlstaarten (Sphingidae). De wetenschappelijke naam van de soort werd in 1866 gepubliceerd door Francis Walker.